# 973

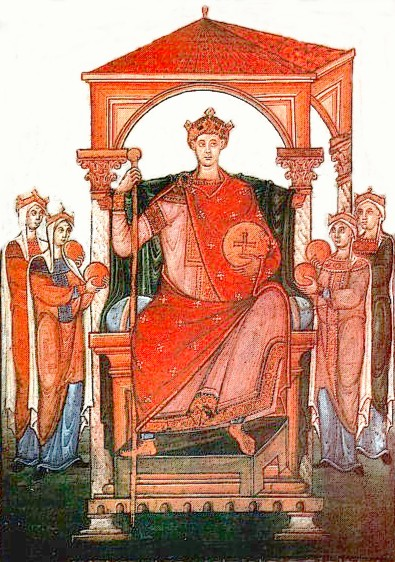
Otto II wordt in Rome gekroond als keizer van het Heilige Roomse Rijk.

Het jaar 973 is het 73e jaar in de 10e eeuw volgens de christelijke jaartelling.

## Gebeurtenissen

### Europa
- 7 mei - Keizer Otto I ("de Grote") overlijdt in Memleben (Thüringen) na een regeerperiode van 37 jaar. Hij wordt opgevolgd door zijn 17-jarige zoon Otto II ("de Rode"), die de absolute heerser van het Heilige Roomse Rijk wordt. Zijn moeder Adelheid wordt aangesteld als regentes en oefent grote invloed uit op Otto. Otto's opvolging leidt tot conflicten in de Duitse hertogdommen in Opper-Lotharingen.[1]
- Winter - Otto II ("de Rode") wijst het hertogdom Zwaben toe aan zijn neef Otto en negeert daarmee de aanspraken van Hendrik II ("de Twistzieke"), hertog van Beieren.[2]

### Engeland
- 11 mei - Edgar I ("de Vreedzame") wordt eindelijk tot koning gekroond, tijdens een ceremonie in Bath door aartsbisschop Dunstan. In een raadsvergadering in Chester wordt Lothian (een regio in de Schotse Laaglanden) afgestaan aan Schotland, in ruil voor de trouw van koning Kenneth II. Edgar marcheert met een leger naar Chester, terwijl de marine hem ontmoet via de Ierse Zee. Dit machtsvertoon overtuigt de "Noordelijke Koningen" in de Schotse Hooglanden om zich aan Edgar's heerschappij te onderwerpen.[3]

### Religie
- Eerste schriftelijke vermeldingen van Brilon en Lemberge.

## Geboren
- 6 mei - Hendrik II, keizer van het Heilige Roomse Rijk (overleden 1024)
- 4 september - Al-Biruni, Perzisch wiskundige en geleerde (overleden 1048)
- 26 december - Abdel Al-Ma'arri, Syrisch schrijver en filosoof (overleden 1057)

## Overleden
- 26 maart - Guntram de Rijke, hertog van Elzas en Breisgau
- 27 maart - Herman Billung, hertog van Saksen (r. 961 - 973)
- 7 mei - Otto I ("de Grote"), keizer van het Heilige Roomse Rijk
- 4 juli - Ulrich van Augsburg (of Uodalricus), Duits bisschop
- 11 november - Burchard III, hertog van Zwaben (r. 954 - 973)
- Reinier III ("Langhals"), graaf van Henegouwen (r. 932 - 958)